# Blendle
Blendle is een Nederlandse digitale nieuwskiosk, opgericht door Alexander Klöpping en Marten Blankesteijn in 2014. In 2020 werd de kiosk voor een onbekend bedrag overgenomen door het Franse Cafeyn.

## Geschiedenis
Op Blendle was het mogelijk om tegen betaling losse artikelen aan te schaffen uit diverse kranten en tijdschriften. Artikelen kostten gemiddeld € 0,20 en 70% van de omzet ging naar de uitgevers. Ook was het mogelijk om hele kranten of tijdschriften te kopen. 
Op 25 oktober 2014 maakten The New York Times en Axel Springer SE bekend dat zij samen drie miljoen euro hebben geïnvesteerd in het initiatief. Samen kregen ze daarbij een belang van 23%. De waarde van het bedrijf werd ten tijde van de investering geschat op 13 miljoen euro. Er waren op dat moment ruim 100.000 geregistreerde gebruikers, waarvan ruim 20 procent het gratis starttegoed had opgewaardeerd.
Blendle breidde in september 2015 uit naar Duitsland. In 2016 volgde een uitbreiding naar de Verenigde Staten. De internationale uitbreiding was niet direct een succes. Het Stimuleringsfonds voor de Journalistiek meldde in juli 2018 dat Blendle in Duitsland "niet lekker" liep en in Amerika "in de slaapstand" stond.

## Terugtreden NRC Handelsblad, De Telegraaf en alle titels van DPG Media
In 2017 lanceerde Blendle een abonnement, Blendle Premium, waarmee de gebruiker dagelijks twintig artikelen kan lezen. De Android-app is inmiddels meer dan 100.000 keer gedownload.
In maart 2017 trok NRC Handelsblad zich terug uit Blendle. Met de nieuwe abonnementsdienst Blendle Premium zou het online platform het eigen verdienmodel van de krant ondermijnen. De Telegraaf besloot in oktober 2017 om dezelfde reden niet mee te doen met Blendle Premium. Losse artikelen uit De Telegraaf waren nog wel te koop via Blendle.
DPG Media verlengt na 1 april 2022 het contract met Blendle niet. Geen van de titels van DPG media zal na deze datum nog nieuwe kopij aanleveren. Voor de lezers op Blendle is het vertrek van DPG Media een hard gelag. Voor Blendle betekent dit een onzekere toekomst.

## Verdere investering
In 2018 volgden nieuwe investeringen van de Deen Morten Strunge en het bedrijf van Postcode Loterij-oprichter Boudewijn Poelmann. Op dat moment schreef Blendle nog altijd geen zwarte cijfers.

## Van betalen per artikel naar abonnement
Op 4 juni 2019 maakte Alexander Klöpping bekend dat het per 1 augustus 2019 niet meer mogelijk was om te betalen per artikel. Alleen het abonnement Blende Premium kon nog afgenomen worden. Hierin krijgt een gebruiker een gepersonaliseerde selectie  uit kranten en tijdschriften uit binnen- en buitenland. 
Via de app kan ook onbeperkt gebladerd worden door diverse tijdschriften en zijn er podcast-achtige audioshows beschikbaar.
Tevens maakte Klöpping bekend ruim 60.000 betalende abonnees te hebben. Bij 100.000 abonnees is Blendle winstgevend.
Later werd het voor abonnement-houders mogelijk toegang tot extra losse kranten-artikels aan te schaffen.

## Overname
In juli 2020 werd bekendgemaakt dat Blendle voor een onbekend bedrag werd overgenomen door het Franse Cafeyn. Klöpping kreeg vervolgens een bestuursfunctie binnen Cafeyn.